# Луцій Анней Сенека
Сене́ка Анне́й Лу́цій (лат. Lucius Annaeus Sĕnĕca minor; Сенека молодший) (4 до н. е. — 19 квітня 65) — давньоримський філософ, поет, державний діяч і оратор, консул-суффект 55 року. Син філософа Сенеки Старшого. Дядько поета Лукана.

## Біографія
Сенека Анней Луцій народився близько 4 року до н. е. в Кордубі (Кордова, Іспанія) у заможній родині. Його батько, відомий як Сенека Старший, був видатним ритором. Він був упевнений у перевазі практичної діяльності над філософією і мріяв про політичну кар'єру для синів. Заради дітей він переїхав до Риму, тут і минули молоді роки Сенеки Молодшого.
Філософією Сенека захопився з юності, його наставники належали до школи римського стоїка Квінта Секстія. Але батькові вдалося впевнити його стати державним діячем. За імператора Калігули Сенека, вже відомий письменник і оратор, отримав першу державну посаду — квестора — і увійшов до сенату. Одна з його промов у сенаті викликала таку заздрість Калігули, що той наказав убити Сенеку. Він залишився живим лише тому, що імператора завірили, неначе Сенека хворий і проживе недовго.
За Клавдія філософ був відправлений у вигнання на Корсику (у 41 році) за звинуваченням, пов'язаним з племінницею імператора; там він пробув вісім років. Сенеці допомогла повернутися Агрипина Молодша, яка стала імператрицею. 50 року його обрано претором, тоді ж він одружився з Помпеєю Пауліною, заможною і впливовою жінкою. Агрипина доручила йому виховання свого єдиного сина Нерона, якому тоді було дванадцять років. Він погодився, сподіваючись виховати правителя-мудреця і втілити в життя ідею «вселенського граду». Протягом п'яти років Сенека був одним з його вихователів, він був автором інавгураційної промови Нерона й у період його правління досяг вершин влади й багатства. У 55 році став консулом-суффектом.
Після вбивства Агрипини й смерті друга — воєначальника Бурра у 62 році Сенека відійшов від справ і хотів повернути Нерону всі отримані від нього багатства, але Нерон відмовився прийняти їх назад. Відхід від справ уже не міг врятувати філософа. Нерон відчував, що сама особа Сенеки, яка завжди втілювала для нього норму й заборону, є певною перешкодою на його шляху. І коли в 65 році було розкрито змову Пізона, Нерон, незважаючи на майже доведену непричетність Сенеки, наказав своєму наставнику померти. Виконуючи наказ імператора, Сенека вчинив самогубство, порізавши вени. Його смерть нагадала сучасникам смерть Сократа.

## Творчий шлях
Виконання обов'язку перед державою нічого не приносить, крім тривог і хвилювань, воно віднімає можливість звернути погляд на себе. Вигнання Сенеки закінчилося у 48 році, коли дружиною Клавдія стала Агрипина, яка домоглася повернення Сенеки зі заслання і запропонувала зробити його наставником її сина — майбутнього імператора Нерона. У 54 році Клавдій був отруєний і до влади прийшов шістнадцятирічний Нерон.
Слідом за стоїками Сенека думав, що монархія за умови управління справедливого царя, носія розуму, може бути запорукою добробуту держави. Йому випадало боротися з впливом Агрипини. У цій боротьбі Сенека переміг, але ця перемога була гіршою за поразку: у 59 році Нерон наказав убити Агрипину і Сенека був змушений не тільки санкціонувати матеревбивство, але й виступити з його виправданням перед сенатом. На своє ж виправдання Сенека пише трактат «Про блаженне життя». Це — найрішучіша спроба Сенеки примирити стоїчну доктрину і дійсність. Мова в ньому йде про свідомість моральної норми, тобто про совість, що і відрізняє людей моральних (філософів) від натовпу. Поняття совісті як усвідомленої розумом і пережитої почуттям моральної норми було введено в стоїцизм Сенекою.
У 62 році Сенека пише наступний трактат — «Про спокій душі». Діяння залишається для нього щирим поприщем чесноти і прихильних до неї, насамперед, діянням на благо держави. Сенека демонстративно відсторонюється від громадського життя. Людина має право на дозвілля, навіть не відслуживши визначений термін державі, — доводить він у книзі «Про дозвілля».
«Моральні листи до Луцілія» — останній твір Сенеки та його Magnum opus. Сенека був духовним вождем Луцілія, який жагуче прагнув стати філософом. Улюбленою формою наставляння з часів Сократа став філософський діалог (діатриба). З усного мовлення діатриба легко переходила в письмову форму: у невеликі трактати (у Сенеки вони так і називаються «Діалоги», хоча в них і немає співрозмовників) і, тим більше, у листи: лист, будучи й у життєвій практиці заміною безпосередньої бесіди, у літературі виявився природною її іпостассю.

## Головні ідеї

### Світогляд
Дотримуючись доктрини стоїків, Сенека вважає, що все складається з матерії й Бога. В основі природи лежить Логос — розум, розлитий у всьому сущому, який забезпечує бездушним предметам «стійкий стан», рослинам — «проростання», тваринам — «саморух», а в людях і Богах виступає як розум у власному сенсі.

### Братство людей

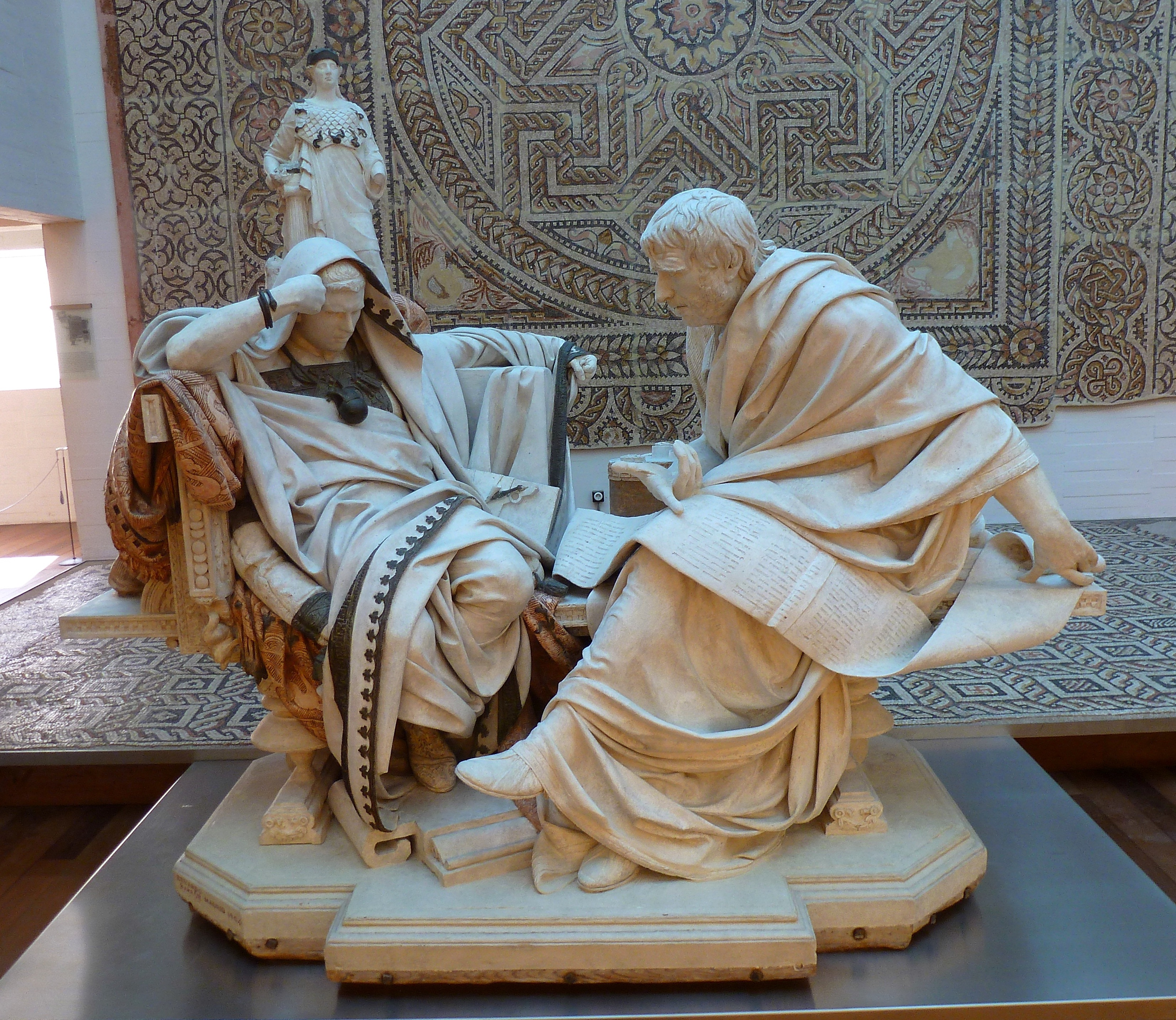
Нерон и Сенека. Гіпсовий прототип статуї, з якої Едуардо Баррон отримав першу премію на Національній виставці мистецтв Мадрид-1904. (Автору так і не вдалося реалізувати її з мрамора чи бронзи. Сучасну бронзову копію можно побачити в Кордові.)

Як істота розумна людина входить в один розряд з богами й виникає «спільнота богів і людей», обитель якої — весь всесвіт. У ній всі рівні, адже всім дісталася душа — частинка божества. Сенеці був близький ідеал людської спільності: «Ми тільки члени величезного тіла. Природа, яка з одного й того ж нас створила й до одного й того ж визначила, народила нас братами».

### Про душу
В людині, як і у всесвіті, є матерія — тіло й душа, причетна Богу: «Хвали в людині те, що не можна ні відняти, ні дати, що належить самій людині. Ти запитаєш, що це? Душа, а в ній — досконалий розум». Душа скеровує моральний розвиток людини, веде її до доброчесності, до блага, до щастя. Мета людини — через удосконалення своєї природи прийти до доброчесності, стати «людиною добра», а потім і мудрецем.

### Про мудрість
Тільки мудрець в силах втілити ідеальну норму поведінки, але совість, усвідомлення моральнісної норми, відрізняє людину моральнісну, філософа, від натовпу: «Я навчу тебе, як дізнатися, що ти ще не став мудрим. Мудрець повний радості, веселий і непохитний, безтурботний, він живе нарівні з богами… Але якщо ти прагнеш звідусюди отримувати всілякі задоволення, тоді знай, що тобі так само далеко до мудрості, як до радості».

### Про філософію
Недосконалість людини долається заняттями філософією, що уподібнюється лікуванню, зціленню від пороків: «Ліки для душі винайдені древніми, але наша справа відшукати, як їх застосовувати і коли». Той, хто шукає істину, повинен спиратися на досвід «людей обізнаних, тих, що дослідили шлях, який попереду в нас». Люди ці — філософи, чиє вчення здатне дати знання істинного блага: «Адже людина — розумна істота; отже для неї вище благо — виконувати те, заради чого вона нарождена».

### Про дружбу

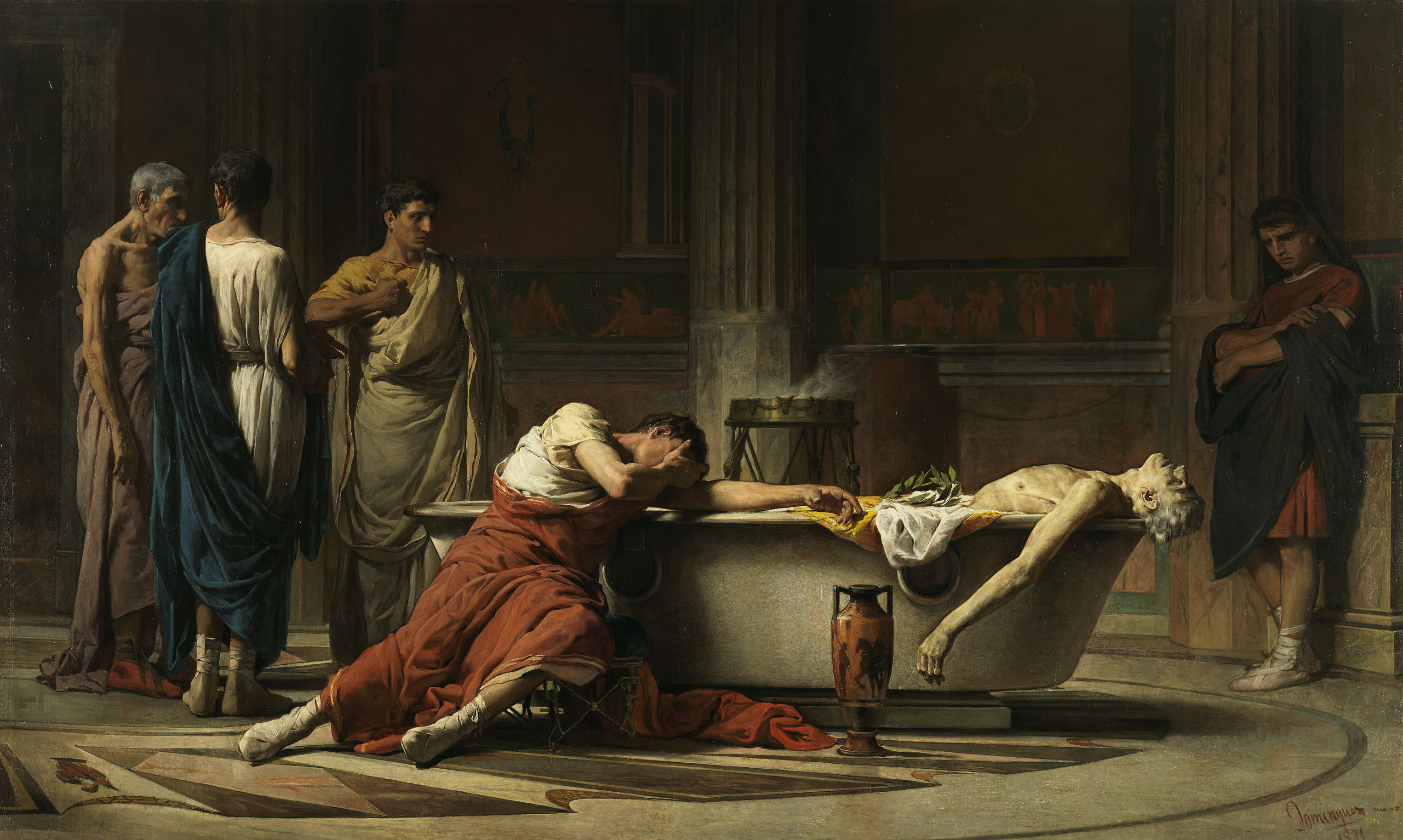
Смерть Сенеки (1904) Manuel_Domínguez_Sánchez

«Людина добра» — та, яка ще не стала мудрецем, але вже «знаходиться в гавані», спогляда доброчесність. Вона не шукає щастя у зовнішніх речах і їй нічого не потрібно, навіть друзів. Не тому, що вона хоче жити без друзів, а тому, що може. Тим не менш, вона знає, що таке справжня дружба й цінує своїх друзів. Друзям не страшна розлука, вони завжди можуть бути разом: «Друг повинен бути в нас в душі, а душа завжди з нами». Друзів не може розлучити навіть смерть: «І можливо, — якщо правдиві розмови мудреців, і на нас чекає певне спільне для всіх місце, — ті, кого ми вважаємо зниклими, тільки пішли вперед».

### Про смерть
Як частину божественної волі «людина добра» сприймає й смерть. Смерть наперед встановлена світовим законом і тому не може бути безумовним злом: «Боятися смерті так само безглуздо, як боятися старості… Хто не хоче вмирати, той не хотів і жити. Адже життя нам дане за умови смерті й саме є лише шляхом до неї». Але й життя не є безумовним благом: «Всі піклуються не про те, чи правильно живуть, а про те, чи довго проживуть; між тим, жити правильно — це всім доступно, жити довго — нікому».
Кожен свій крок, кожен вчинок Сенека так чи інакше прагне осмислити, співвіднести з обраним ідеалом, з моральною нормою, він ні на мить не втрачає почуття внутрішньої відповідальності за вчинене. Він говорить: «Прочитай мої книжки, побач у них пошук істини, якої я не знаю, але шукаю наполегливо».
Сенека сам розбирає питання про те, яким варто бути повчанню філософа. На його думку, воно повинно бути доступним, таким, що легко запам'ятовується, але головне — «вражаючим душу». І коли в 65 році була розкрита змова Пісона — змова, що не мала позитивної програми, яка об'єднала учасників тільки страхом і особистою ненавистю до імператора, — Нерон не зупинився перед вибором і вирішив покарати свого наставника смертю. Філософ розітнув собі вени. Так само вчинив і його небіж — поет Лукан.
Остаточні висновки філософії Сенеки показали, що, не зумівши на практиці примирити філософію як моральну норму і служіння спільноті людей у державі, у теорії, він знайшов вихід з цього протиріччя, вказавши на нього.

## Посмертна слава Сенеки
Слава Сенеки не щезла зі смертю філософа. Творам Сенеки пощастило. Їх переписували ще в Середньовіччі. Сенека не зник з обріїв європейської культури і в добу книгодрукування. Серед українських вчених особливу увагу йому приділяв Еразм Сикст у праці «Медичний коментар до творів Л. Анея Сенеки».
До особи Сенеки та його творів звертатимуться постійно, бо вони більш цілісні, ніж його життя, замішане на компромісах. В Кордові (Іспанія) встановлено монумент вихователю одного з римських імператорів — філософу Сенеці (скульптор Едуардо Баррон).

## Твори

### Філософські діалоги
У різних перекладах книги можуть мати різні назви.
- 40 «Розрада до Марції» (Ad Marciam, De consolatione)
- 41 «Про гнів» (De Ira)
- 42 «Розрада до Гельвії» (Ad Helviam matrem, De consolatione)
- 44 «Розрада до Полібія» (De Consolatione ad Polybium)
- 49 «Про короткочасність життя» (De Brevitate Vitae)
- 62 «Про дозвілля» (De Otio)
- 63 «Про душевний спокій» (De tranquillitate animi)
- 64 «Про провидіння» (De Providentia)
- 65 «Про стійкість мудреця» (De Constantia Sapientis)
- 65 «Про щасливе життя» (De vita beata)

### Художні

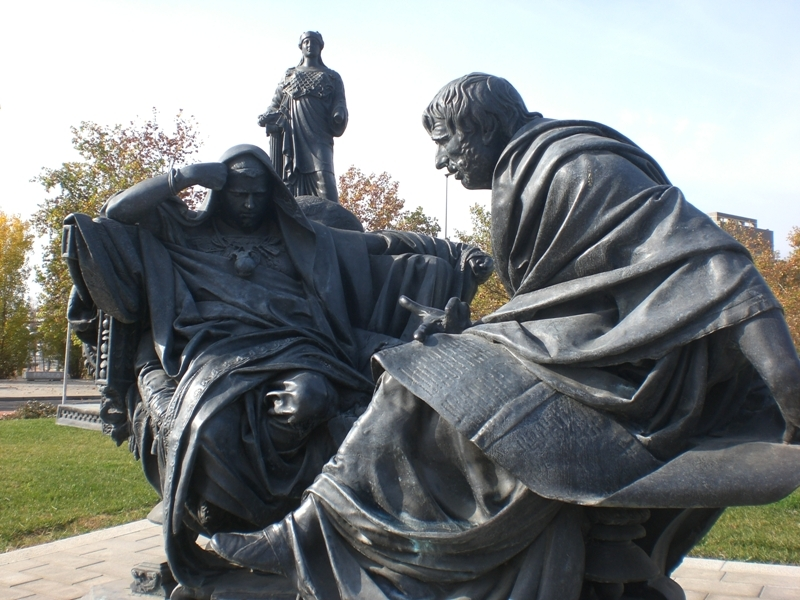
Нерон та Сенека, пам'ятник в Кордові, Іспанія. Скульптор — Едуардо Баррон

- 54 Меніппова сатира «Огарбузення божественного Клавдія» (Apocolocyntosis divi Claudii)
- трагедія «Агамемнон» (Agamemnon)
- трагедія «Божевільний Геркулес» (Hercules furens)
- трагедія «Троянки» (Troades)
- трагедія «Медея» (Medea)
- трагедія «Федра» (Phaedra)
- трагедія «Тієст» (Thyestes)
- трагедія «Фінікіянки» (Phoenissae)
- трагедія «Едіп» (Oedipus)
- трагедія «Геркулес на Езі»

Всі ці твори є переспівами трагедій Есхіла, Софокла, Еврипіда та їхніх римських наслідувачів.

### Епіграми
- Все, що ми бачимо навколо…
- До найкращого друга.
- Про просте життя.
- Батьківщині про себе.
- Про благо простого життя.
- Про багатство й безчестя.
- Про початок та кінець любові.
- Про смерть одного.
- Про руїни Греції.
- Про дзвін у вухах.

### Інші
- 56 «Про милосердя» (De Clementia)
- 63 «Про благодіяння» або «Про добрі справи» (De beneficiis)
- 63 «Дослідження про природу» або «Натурфілософські питання» (Naturales quaestiones)
- 64 «Моральні листи до Луцілія», або «Листи до Луцілія», (Epistulae morales ad Lucilium)

### Приписувані
Деякі книги раніше вважалися творами Сенеки, але зараз більшість дослідників авторство Сенеки відкидають або ставлять під сумнів.
- трагедія «Октавія» (Octavia)
- трагедія «Геркулес Етейський» (Hercules Oetaeus)
- 370? «Листування апостола Павла з Сенекою» (Cujus etiam ad Paulum apostolum leguntur epistolae)

## Переклади українською
- Луцій Анней Сенека. Моральні листи до Луцілія. Переклад з латини Андрія Содомори. — Львів: видавництво «Апріорі», 2019. — 320 с.
- Луцій Анней Сенека. Діалоги. Переклад з латини Андрія Содомори. — Львів: видавництво «Апріорі», 2019. — 320 с. ISBN 978-617-629-310-1